# Anna Mazzamauro
Anna Maria Mazzamauro (Roma, 1º dicembre 1938) è un'attrice e cabarettista italiana, nota al grande pubblico per aver interpretato il personaggio della signorina Silvani, l'impiegata vamp della serie di film sul ragioniere Ugo Fantozzi (nonostante l'attrice si fosse presentata ai provini per interpretare la parte della moglie del protagonista, Pina), per cui ottenne una candidatura al Nastro d'argento come miglior attrice non protagonista nel 1976 per Fantozzi e nel 1993 per Fantozzi in paradiso.

## Biografia
Inizia la carriera di attrice sul finire degli anni sessanta, quando diventa impresaria di se stessa, aprendo nel centro di Roma un piccolo teatro per spettacoli di prosa, Il Carlino. In questo laboratorio sperimentale, oltre alle sue prime prestazioni da attrice prevalentemente teatrale, muovevano i loro passi anche personaggi come Elio Pandolfi, i Vianella (Wilma Goich e Edoardo Vianello) e Bruno Lauzi. Nel frattempo esordisce al cinema nel 1967 in Pronto... c'è una certa Giuliana per te di Massimo Franciosa.

Dopo un incendio nel 1968, il teatro andò distrutto, la compagnia chiuse e la Mazzamauro si trovò disoccupata. In quell'anno recita nella commedia musicale per la televisione Non cantare, spara, insieme al Quartetto Cetra e a Mina. Nei primi anni settanta si esibì in numerosi spettacoli teatrali di cabaret dove presentava una serie di personaggi femminili, caricature prese dalla società contemporanea, mettendo in evidenza intelligenza e una notevole dose di autoironia. Da uno di questi spettacoli venne pubblicato un LP che immortala alcuni dei suoi tormentoni. Fra i partner di scena Lino Banfi e Oreste Lionello.

Anna Mazzamauro con Paolo Villaggio nel film Il secondo tragico Fantozzi (1976)

Il punto di svolta per la carriera della Mazzamauro è stato senz'altro l'essere stata scelta da Paolo Villaggio per il ruolo della signorina Silvani nella serie di film sul ragionier Fantozzi. L'attrice ha infatti mantenuto il ruolo per quasi tutta la serie, dal 1975 al 1999, con l'eccezione dei film Fantozzi contro tutti (1980) e Superfantozzi (1986) dove il suo personaggio è assente. Recita in molti altri film della commedia all'italiana diretta tra gli altri da Sergio Corbucci, Neri Parenti, Pier Francesco Pingitore, Luciano Salce e Fausto Brizzi. 
A suo agio più in teatro che al cinema, a causa della maggiore esperienza accumulata sul palcoscenico nel corso degli anni, fra le interpretazioni più interessanti ed efficaci quelle in Raccontare Nannarella, un monologo di Mario Moretti dedicato ad Anna Magnani (nato nel 1970 e riproposto negli anni novanta). Sempre di Moretti mette in scena Carmen, quindi Cyrano de Bergerac, dove l'attrice interpretava la parte del nasuto protagonista, parte certamente non facile per una donna. Da sottolineare anche il fatto che a oggi sia stata l'unica donna nel mondo a aver interpretato tale ruolo. Fra le attività di doppiaggio, famosa quella della sorellina in Senti chi parla 2. Nel 2002 ha recitato nella fiction di Canale 5 Ma il portiere non c'è mai?
In televisione ha condotto Scuola serale per aspiranti italiani per la regia di Enzo Trapani su Rai 2, è stata chiamata da Corrado a far parte del cast del programma in diretta dal Teatro delle Vittorie in Roma Gran Canal, fra gli altri, con Tullio Solenghi e Patrizia Pellegrino (1981 su Rai 2). In seguito a questi spettacoli ha inciso su 45 giri alcune sigle e canzoncine per bambini, interessanti sotto il profilo del collezionismo musicale. Su Mediaset ha partecipato a Grand Hotel su Canale 5 nel 1985 per la regia di Giancarlo Nicotra e a Beato tra le donne con Enrico Papi per la regia di Beppe Recchia.
Nel 2013 riceve il Premio Charlot alla carriera e nel 2014 il premio "Queen of Comedy" al Festival MIX Milano. Nel dicembre del 2014 è protagonista della commedia teatrale Nuda e cruda al Teatro Erba di Torino, tratto dall'omonimo libro scritto dalla stessa attrice nel 2013. Nel 2015, durante le riprese del film Poveri ma ricchi diretto da Fausto Brizzi, entra in scena e recita la sua battuta sopra quella di un altro attore, il quale la strattona e la colpisce a un orecchio. Viene condotta all'ospedale dove i medici riscontreranno una lesione del menisco dell'orecchio. A seguito di questo trauma e a causa di danni permanenti è costretta, quando non recita, a portare il bite.
Nel 2017 torna sul grande schermo con Poveri ma Ricchissimi, sequel del precedente capitolo Poveri ma Ricchi.

## Vita privata
È stata sposata con Bartolomeo Scavia: la coppia, nel 1970, ha avuto una figlia, Guendalina.  Successivamente, per vent'anni, fino alla morte di lui, è stata la compagna dell'attore Nello Riviè.
È atea. Si è dichiarata anarchica. È considerata un'icona gay.

## Filmografia

### Attrice

#### Cinema
- Pronto... c'è una certa Giuliana per te, regia di Massimo Franciosa (1967)
- Il bestione, regia di Sergio Corbucci (1974)
- Fantozzi, regia di Luciano Salce (1975)
- Frankenstein all'italiana, regia di Armando Crispino (1975)
- Il secondo tragico Fantozzi, regia di Luciano Salce (1976)
- Tutti possono arricchire tranne i poveri, regia di Mauro Severino (1976)
- Prima notte di nozze, regia di Corrado Prisco (1976)
- Il... Belpaese, regia di Luciano Salce (1977)
- Tre tigri contro tre tigri, regia di Steno, Sergio Corbucci (1977)
- Io zombo, tu zombi, lei zomba, regia di Nello Rossati (1979)
- Rag. Arturo De Fanti, bancario precario, regia di Luciano Salce (1980)
- Fracchia la belva umana, regia di Neri Parenti (1981)
- Champagne in paradiso, regia di Aldo Grimaldi (1983)
- Fantozzi subisce ancora, regia di Neri Parenti (1983)
- Sfrattato cerca casa equo canone, regia di Pier Francesco Pingitore (1983)
- Fantozzi va in pensione, regia di Neri Parenti (1988)
- Fantozzi alla riscossa, regia di Neri Parenti (1990)
- Fantozzi in paradiso, regia di Neri Parenti (1993)
- Fantozzi - Il ritorno, regia di Neri Parenti (1996)
- Una furtiva lacrima, regia di Riccardo Sesani (1999)
- Fantozzi 2000 - La clonazione, regia di Domenico Saverni (1999)
- Sogni... in una notte d'estate, regia di Roberto Posse (2012) - cortometraggio
- Poveri ma ricchi, regia di Fausto Brizzi (2016)
- Poveri ma ricchissimi, regia di Fausto Brizzi (2017)

#### Televisione
- Le inchieste del commissario Maigret – serie TV, episodio Maigret e la vecchia signora di Bayeux (1966)
- Non cantare, spara, regia di Daniele D'Anza – miniserie TV (1968)
- Tutti per uno, regia di Vittorio De Sisti – miniserie TV (1999)

### Doppiatrice
- Senti chi parla 2, regia di Amy Heckerling (1990)
- Ribelle - The Brave, regia di Brenda Chapman e Mark Andrews (2012)

## Teatro
- Anconitana di Ruzante (1965)
- Cuore di gomma  con Bruno Lauzi e Nello Rivie'.
- Malhumor di Maurizio Costanzo (1977)
- Immacolata di Franco Scaglia (1979)
- Brutta & cattiva, con coautore Nello Riviè (1981)
- The day before di Ninni Pingitore (1984)
- I sogni nel baule di Tony Cucchiara (1986)
- Raccontare Nannarella (Anna Magnani) (1987)
- Solo quando rido di Neil Simon (1991)
- La notte di Nellie Toole (1994)
- Le prostitute ci precederanno nel regno dei cieli di Don Martin Descalzo (1994)
- La parigina di Henry Becque (1995)
- Fiori d'acciaio di Robert Harling (1997)
- Lisistrata di Aristofane (1998)
- Eva contro Eva (1998)
- La strana coppia di Neil Simon (2000)
- Cyrano de Bergerac di Edmond Rostand (2002)
- La voce umana di Jean Cocteau (2002)
- La locandiera di Carlo Goldoni (2003)
- Nannarella dedicato ad Anna Magnani di e con Anna Mazzamauro (2004)
- Fantasma d'amore di Neil Simon (2006)
- Signorina Silvani... SIGNORA, prego! (2006)
- Caro bugiardo (2008)
- Diario di un pazzo di Gogol (2010)
- Brava! di Anna Mazzamauro (2011)
- Cesare e Cleopatra di George Bernard Shaw (2012)
- Nuda e cruda di Anna Mazzamauro (dal 2013)
- Divina di Jean Robert-Charrier (2017)
- Belvedere. Due donne per aria di Anna Mazzamauro (2019)
- Com'è ancora umano lei, caro Fantozzi di Anna Mazzamauro (2021-2024)

## Programmi televisivi
- Finalmente domenica (Secondo Programma, 1972)
- A modo mio (Rete 1, 1977)
- Scuola serale per aspiranti italiani (Rete 1, 1977)
- Gran Canal (Rete 2, 1981)
- Caffè doppio (1984)
- Grand Hotel (Canale 5, 1985)
- Beato tra le donne (Canale 5, 1999)
- Ma il portiere non c'è mai? (Canale 5, 2002)

## Prosa radiofonica Rai
- I mariti, commedia di Achille Torelli, regia di Pietro Masserano Taricco, trasmessa il 13 maggio 1964.
- Morte di un bengalino di Edoardo Anton, regia di Umberto Benedetto, 1965.
- La ragione della volpe di Ivan Canciullo, regia di Ernesto Cortese, 1965.

## Discografia parziale

### Album
- 1974 – Anna Mazzamauro (Dig-It, TLE 201, LP)

### Singoli
- 1974 – Il bombardino/La prima volta (Dig-It, MM 032, 7")
- 1977 – Raffreddore da fieno (La Strega Sbarabegola)/La zebra Maria (Cinevox, 7")
- 1985 – Le mantellate/Le mantellate (strumentale) (VideoRadio, 7")

## Libri
- Signorina Silvani... SIGNORA, prego!, (2006) - Ed. Interculturali s.r.l.
- Adattiamoci, (2010) - graus editore
- Nuda e Cruda, (2014) - DiamonD Editrice

## Riconoscimenti
- Nastro d'argento
  - 1976 – Candidatura alla migliore attrice non protagonista per Fantozzi
  - 1994 – Candidatura alla migliore attrice non protagonista per Fantozzi in paradiso

- Premio Charlot
  - 2013 – Alla carriera

- Premio Flaiano-sezione teatro
  - 2015 – Alla carriera[12]
- Grand Prix Corallo Alghero 2016 alla carriera

### Altri premi
- 2022 – Premio Penisola Sorrentina, sezione Dino Verde